# Maytenus eggersii
Maytenus eggersii är en benvedsväxtart som beskrevs av Ludwig Eduard Theodor Loesener. Maytenus eggersii ingår i släktet Maytenus och familjen Celastraceae. Inga underarter finns listade.